# Badlands (landskab)
 For alternative betydninger, se Badlands. (Se også artikler, som begynder med Badlands)
Badlands er en landsskabstype med tørt terræn, hvor blødere sedimentære bjergarter og lerrige jorder er blevet omfattende eroderet. Landskabet er karakteriseret ved stejle skråninger, minimal vegetation, mangel på en væsentlig regolit og høj dræningstæthed. Raviner, smalle kløfter, butter, jordpyramider og andre tilsvarende geologiske former er almindelige i badlands.
Landsskabstypen findes på alle kontinenter undtagen Antarktis, og de er mest almindelige, hvor der er ukonsoliderede sedimenter. De er ofte svære at navigere i til fods og er uegnede til landbrug. De fleste er et resultat af naturlige processer, men ødelæggelse af vegetation ved overgræsning eller forurening kan producere antropogene badlands.